# Клиномах
Клиномах Фурийский (греч. Κλινομαχος; Фурии; IV век до н. э.) — древнегреческий философ Мегарской школы, ученик Евклида Мегарского, учитель Брисона Ахейского и Пиррона. Как сообщает Диоген Лаэртский, первым описал состав суждения («первый стал писать об аксиомах, категориях и тому подобном»).